# 默兹河畔布拉邦
默兹河畔布拉邦（法語：Brabant-sur-Meuse，法語發音：[bʁabɑ̃ syʁ møz]）是法国默兹省的一个市镇，属于凡尔登区。

## 地理
默兹河畔布拉邦（49°16'22"N, 5°18'40"E）面积6.9 平方千米，位于法国大東部大區默兹省，该省份为法国西北部内陆省份，北与比利时接壤，西接马恩省和阿登省，南至上马恩省和孚日省，东临默尔特-摩泽尔省。
与默兹河畔布拉邦接壤的市镇（或旧市镇、城区）包括：孔桑瓦、默兹河畔福尔日、萨莫尼厄附近欧蒙、默兹河畔勒涅维尔、萨莫尼厄。

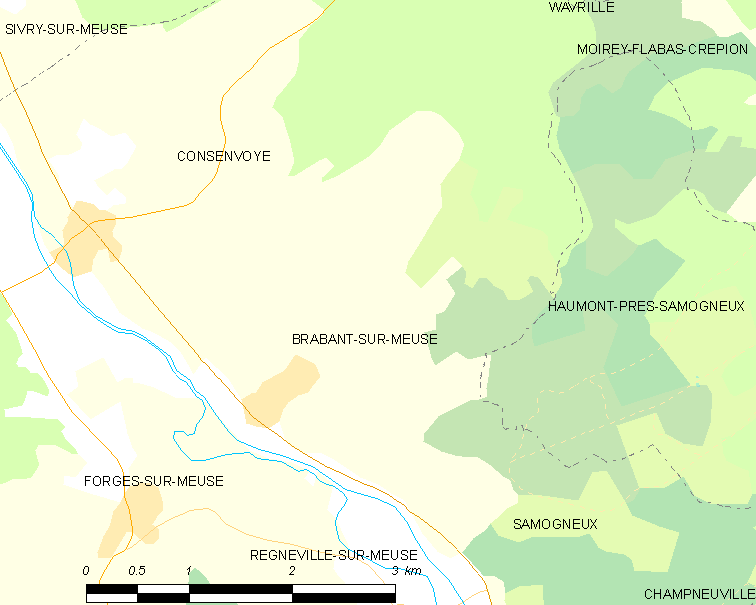
默兹河畔布拉邦的OSM定位图

默兹河畔布拉邦的时区为UTC+01:00、UTC+02:00（夏令时）。

## 行政
默兹河畔布拉邦的邮政编码为55100，INSEE市镇编码为55070。

## 政治
默兹河畔布拉邦所属的省级选区为阿戈讷地区克莱蒙县。

## 人口

1962-2008年间默兹河畔布拉邦人口变化图示

默兹河畔布拉邦于2022年1月1日时的人口数量为117人。